# Giuseppe Palmieri (atleta)
Giuseppe Palmieri (Trani, 21 gennaio 1902 – Bologna, 13 ottobre 1989) è stato un cestista, allenatore di pallacanestro, altista e giavellottista italiano.
Si è distinto soprattutto come atleta, arrivando a disputare le Olimpiadi di Parigi 1924; nella pallacanestro ha legato il suo nome alla Virtus Bologna e al GUF/GIL Catania.

## Carriera
Nella stagione 1934 è stato allenatore-giocatore della Virtus Bologna nel campionato di Prima Divisione di pallacanestro. Palmieri è stato inoltre campione italiano di lancio del giavellotto con la misura di 59,68 metri, e di salto in alto con 1,84 metri.
Ha totalizzato 41 presenze con la Nazionale di atletica leggera dell'Italia.
Nel dicembre 1937 si trasferì a Catania per curare le locali formazioni di atletica, di tennis e di pallacanestro. Palmieri si occupò dei quintetti del Gruppo Universitario Fascista e della Gioventù italiana del littorio, con cui disputò la Prima Divisione maschile e femminile; con l'associazione universitaria conquistò la promozione in Serie B nel 1938-1939, dopo la finale sulla MATER. Il GUF disputò due stagioni in B, nel 1939-1940 e nel 1940-1941, e Palmieri tornò in campo all'occorrenza, disputando due partite con 12 punti totali il primo anno. In seguito, assunse un ruolo più defilato, tornando in campo per la coppa Chiesa nel 1942 con la GIL Puglisi.

## Palmarès
| Anno | Manifestazione  | Sede   | Evento        | Risultato | Prestazione | Note  |
| ---- | --------------- | ------ | ------------- | --------- | ----------- | ----- |
| 1924 | Giochi olimpici | Parigi | Salto in alto | 19º       | 1,70 m      | [ 8 ] |